# 哈夫 (密蘇里州)
哈夫（英語：Huff）是位於美國密蘇里州富蘭克林縣的非建制地區。

## 歷史
哈夫的郵局於1900年設立，其後於1909年停運。

## 地理
哈夫所處的海拔為高於海平面244米（即801英呎），而該地所採用的時區為UTC-6，即北美中部時區（CST）。同時該地設有夏令時間，為UTC-6調快一小時，即UTC-5（CDT）。